# بانک ان‌آی‌بی
بانک ان‌آی‌بی (انگلیسی: NIB Bank) شرکت خدمات مالی و بانکداری پاکستانی است، که در سال ۲۰۰۳ تأسیس شد.